# Recklinghausen (Gummersbach)

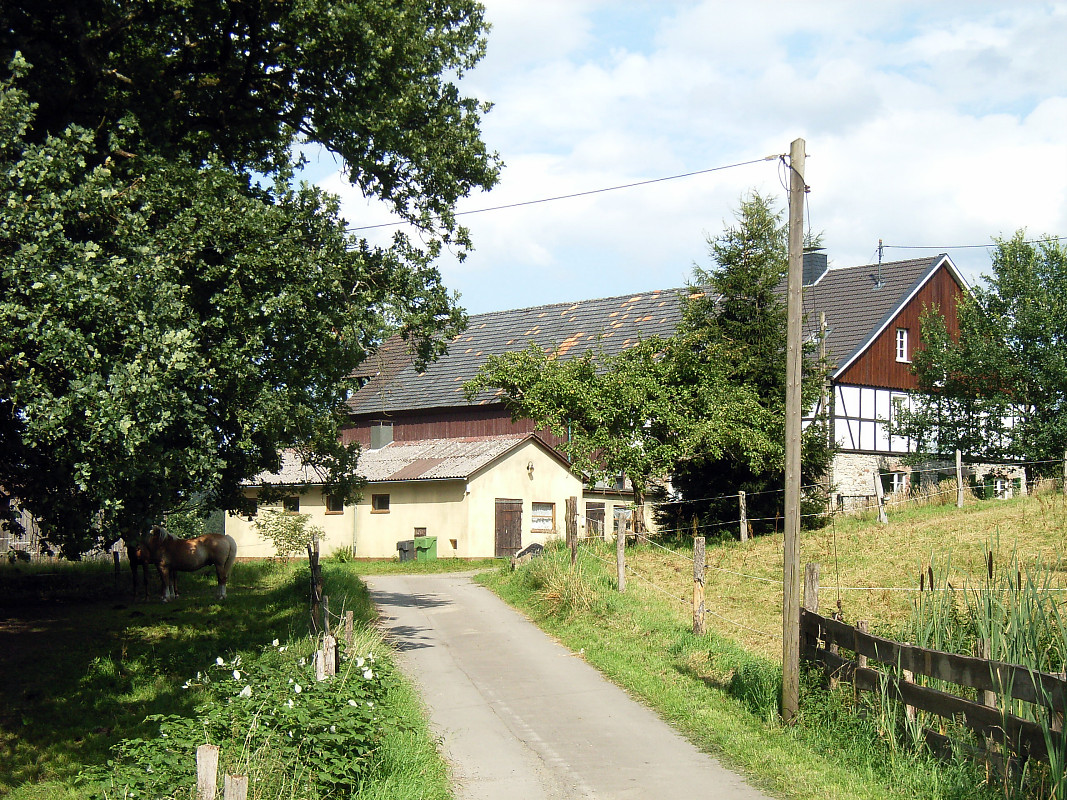
Recklinghausen

Recklinghausen ist ein Ortsteil von Gummersbach im Oberbergischen Kreis im südlichen Nordrhein-Westfalen, Deutschland.

## Lage und Beschreibung
Recklinghausen liegt rund zwölf Kilometer vom Stadtzentrum Gummersbach entfernt.

## Geschichte

### Erstnennung
1533 wurde der Ort als Reckelinckhusen erstmals in der Abgabenliste für den Wipperfüther Termin Reckelinckhusen urkundlich erwähnt.